# Vuelta a Venezuela 2013
La 50ª edición de la Vuelta Ciclista a Venezuela, se disputó desde el 19 al 28 de julio de 2013.
Integrada al calendario internacional americano como la 18.ª carrera de dicha competición, el recorrido fue de 1310 km en 10 etapas, mayormente en terreno plano y con sólo 3 ascensos de importancia durante el trazado: Caripe (2ª etapa), las ruinas del castillo de San Vicente (7ª) y Los Teques (9ª).
El vencedor fue el venezolano Carlos José Ochoa, integrante del equipo Androni Giocattoli-Venezuela, logrando por segunda vez la ronda venezolana. Fue seguido en el podio por sus compatriotas Juan Murillo y Jonathan Camargo.
El italiano Omar Bertazzo, ganó la clasificación por puntos. Las demás clasificaciones secundarias fueron para Víctor Moreno (montaña y sprints), Pedro Sequera (jóvenes) y Gobernación de Mérida - PDVSA  (equipos).

## Equipos participantes
Tomaron parte de la carrera 25 equipos, 19 locales y 6 extranjeros totalizando 145 corredores de los que acabaron 86. En los equipos venezolanos destacaron las presencias de los equipos de Táchira, Lotería y Kino con John Nava, Yosvangs Rojas, Juan Murillo, Maky Román, Arthur García, José Contreras, José Chacón (triple ganador de esta carrera). Así como el Gobierno de Mérida en los que participaron Edwin Becerra, José Alarcón y Franklin Chacón. Para destacar, la ausencia del último campeón, Miguel Ubeto por estar suspendido.
En los equipos extranjeros destacaron las presencias del italiano Androni Giocattoli-Venezuela, con sus integrantes venezolanos Yonder Godoy, Jackson Rodríguez y Carlos Ochoa y el Vini Fantini-Selle Italia con el venezolano Jonathan Monsalve.
| - Kino Táchira - Tomás Teresen - Transporte Moya - Fuerza Motors - Lotería del Táchira - Gobernación de Trujillo - Hernand - Gobernación de Mérida - PDVSA - Fundemer Mérida - PDVSA - Alcaldía de Mariño - Grillo Bike - Gobernación de Nueva Esparta - IARDENE - PDVSA - Café Flor de Patria - Alcaldía de Carúpano - Gobernación de Barinas - Gobernación de Carabobo - Fundadeporte Carabobo - Alcaldía de Valencia - Policía de Trujillo - Gobernación de Trujillo - Jesús Torito Romero - Gobernación de Monagas - INDEM | - Androni Giocattoli-Venezuela - Vini Fantini-Selle Italia - Selección de Cuba - Tenis Stars - Code GTO - Selección de Guatemala - Team Stuttgart |

## Etapas
| Etapa | Fecha       | Recorrido                                | km    | Ganador           | Líder             |
| 1.ª   | 19 de julio | Circuito en Maturín                      | 84,5  | Jesús María Pérez | Jesús María Pérez |
| 2.ª   | 20 de julio | Maturín - Caripe                         | 135,7 | Yosvangs Rojas    | Yosvangs Rojas    |
| 3.ª   | 21 de julio | Caripe - Puerto La Cruz                  | 190,6 | Mattia Gavazzi    | Yosvangs Rojas    |
| 4.ª   | 22 de julio | Valle de Guanape - Altagracia de Orituco | 169,7 | Víctor Moreno     | Ralph Monsalve    |
| 5.ª   | 23 de julio | Altagracia de Orituco - Cagua            | 178   | Jesús María Pérez | Ralph Monsalve    |
| 6.ª   | 24 de julio | Tinaquillo - Barquisimeto                | 166   | Jackson Rodríguez | Jackson Rodríguez |
| 7.ª   | 25 de julio | Barquisimeto - Nirgua                    | 104,3 | Juan Murillo      | Carlos Ochoa      |
| 8.ª   | 26 de julio | Nirgua - Valencia                        | 101,2 | Stefano Borchi    | Carlos Ochoa      |
| 9.ª   | 27 de julio | Mariara - Los Teques                     | 104,2 | Jackson Rodríguez | Carlos Ochoa      |
| 10.ª  | 28 de julio | Circuito en Caracas                      | 76,5  | Jesús María Pérez | Carlos Ochoa      |

## Clasificaciones
- Las clasificaciones finalizaron de la siguiente manera.

### Clasificación general
| Posición | Ciclista          | Equipo                        | Tiempo           |
|          | Carlos Ochoa      | Androni Giocattoli-Venezuela  | 32 h 54 min 03 s |
| 2        | Juan Murillo      | Kino Táchira                  | a 5 s            |
| 3        | Jonathan Camargo  | Lotería del Táchira           | a 11 s           |
| 4        | José Chacón       | Lotería del Táchira           | a 23 s           |
| 5        | José Alarcón      | Gobernación de Mérida - PDVSA | a 55 s           |
| 6        | Jackson Rodríguez | Androni Giocattoli-Venezuela  | a 59 s           |
| 7        | Pedro Sequera     | PDVSA - Café Flor de Patria   | a 1 min 01 s     |
| 8        | Heberth Rivas     | Gobernación de Mérida - PDVSA | a 1 min 19 s     |
| 9        | Jonathan Monsalve | Vini Fantini-Selle Italia     | a 1 min 38 s     |
| 10       | Franklin Chacón   | Gobernación de Mérida - PDVSA | a 1 min 40 s     |

### Clasificación por puntos
| Posición | Ciclista          | Equipo                    | Puntos |
|          | Omar Bertazzo     | Vini Fantini-Selle Italia | 105    |
| 2        | Víctor Moreno     | Gobernación de Carabobo   | 87     |
| 3        | Jesús María Pérez | Kino Táchira              | 83     |

### Clasificación de la montaña
| Posición | Ciclista         | Equipo                    | Puntos |
|          | Víctor Moreno    | Gobernación de Carabobo   | 18     |
| 2        | Stefano Borchi   | Vini Fantini-Selle Italia | 8      |
| 3        | Jonathan Camargo | Lotería del Táchira       | 7      |

### Clasificación de los sprints
| Posición | Ciclista          | Equipo                       | Puntos |
|          | Víctor Moreno     | Gobernación de Carabobo      | 46     |
| 2        | Jonathan Escalona | Gobernación de Barinas       | 22     |
| 3        | Omar Bertazzo     | Androni Giocattoli-Venezuela | 21     |

### Clasificación por equipos
| Posición | Equipo                        | Tiempo           |
|          | Gobernación de Mérida - PDVSA | 98 h 44 min 53 s |
| 2        | Lotería del Táchira           | a 1 min 29 s     |
| 3        | Kino Táchira                  | a 6 min 41 s     |
| 4        | Gobernación de Trujillo       | a 13 min 44 s    |
| 5        | PDVSA - Café Flor de Patria   | a 15 min 42 s    |

## UCI America Tour
La carrera al estar integrada al UCI America Tour 2012-2013 otorgó puntos para dicho campeonato. El baremo de puntuación es el siguiente:
| Posición                    | 1º | 2º | 3º | 4º | 5º | 6º | 7º | 8º |
| Clasificación general final | 40 | 30 | 16 | 12 | 10 | 8  | 6  | 3  |
| Por etapa                   | 8  | 5  | 2  |    |    |    |    |    |
| Lider General por etapa     | 4  |    |    |    |    |    |    |    |

Los puntos obtenidos por los ciclistas se repartieron de la siguiente forma:
| Ciclista            | Equipo                        | Puntos por la clasificación final | Puntos de etapa | Puntos de líder | Total |
| ------------------- | ----------------------------- | --------------------------------- | --------------- | --------------- | ----- |
| Carlos Ochoa        | Androni Giocattoli-Venezuela  | 40                                | 10              | 12              | 62    |
| Juan Murillo**      | Kino Táchira                  | 30                                | 8               | -               | 38    |
| Jackson Rodríguez   | Androni Giocattoli-Venezuela  | 8                                 | 16              | 4               | 28    |
| Jesús María Pérez** | Kino Táchira                  | -                                 | 24              | 4               | 28    |
| Jonathan Camargo**  | Lotería del Táchira           | 16                                | 2               | -               | 18    |
| Yosvangs Rojas**    | Kino Táchira                  | -                                 | 8               | 8               | 16    |
| Omar Bertazzo       | Androni Giocattoli-Venezuela  | -                                 | 14              | -               | 14    |
| Ralf Monsalve**     | Gobernación de Barinas        | -                                 | 5               | 8               | 13    |
| Rafael Andriato     | Vini Fantini-Selle Italia     | -                                 | 12              | -               | 12    |
| José Alarcón**      | Gobernación de Mérida - PDVSA | 10                                | -               | -               | 10    |
| Stefano Borchi      | Vini Fantini-Selle Italia     | -                                 | 8               | -               | 8     |
| Víctor Moreno**     | Gobernación de Carabobo       | -                                 | 8               | -               | 8     |
| Mattia Gavazzi      | Androni Giocattoli-Venezuela  | -                                 | 8               | -               | 8     |

- ** Sus puntos no van a la clasificación por equipos del UCI América Tour. Sólo van a la clasificación individual y por países, ya que los equipos a los que pertenecen no son profesionales.